# Gnuplot
gnuplot è un programma per la realizzazione di grafici di funzioni matematiche in due o tre dimensioni e la rappresentazione grafica di dati grezzi. È un programma open source, tuttavia è possibile distribuire modifiche del codice sorgente solamente in forma di patch.
È disponibile per diversi sistemi operativi ed è in grado di esportare grafici nei più comuni formati grafici raster o vettoriali (tra cui PNG, EPS, SVG e JPEG).
Il programma non è correlato al progetto GNU e non utilizza licenze della Free Software Foundation. Il suo nome originariamente doveva essere "llamaplot" ma Colin Kelley preferiva "nplot". Gli sviluppatori scesero quindi a compromessi e decisero per "newplot", che tuttavia era già stato usato per un altro progetto. La scelta finale quindi cadde su "gnuplot".
gnuplot possiede un'interfaccia a riga di comando. Un esempio di codice è il seguente:
```
# Questo codice genera l'immagine Decadimento beta (spettro).jpg

set
 
xrange
 
[
0
:
1.25
]

f
(
x
)
=
(
x
**
2
)
*
sqrt
((
1.25
)
**
2
+
(
0.5
)
**
2
)
 
-
 
(
x
**
2
)
*
sqrt
((
x
**
2
)
+
(
0.5
)
**
2
)

set
 
title
 
"Spettro decadimento beta"
 
0.45
,
0

set
 
xlabel
 
"impulso elettrone"
 
0
,
0

set
 
ylabel
 
"numero di elettroni"
 
0
,
0

plot
 
f
(
x
)

```

È interessante anche la modalità da shell, che consente di salvare le istruzioni per creare le immagini in semplici script.
gnuplot è inoltre implementato per il rendering da vari programmi, anche gratuiti, come GNU Octave, Emacs, wxMaxima e altri.

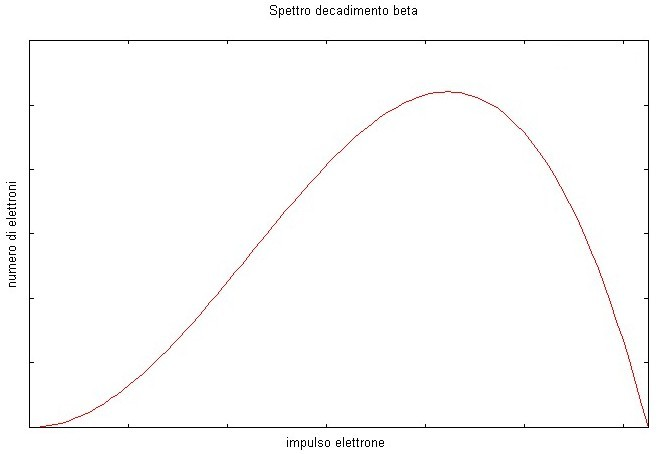
Spettro del decadimento beta

2-sfera